# Ilona Richter
Ilona Richter, född den 11 mars 1953 i Neukirchen i Tyskland, är en östtysk roddare.
Hon tog OS-guld i åtta med styrman i samband med de olympiska roddtävlingarna 1980 i Moskva.